# Abdullah Rıza Ergüven
Abdullah Rıza Ergüven (* 1925 in Avanos, Provinz Nevşehir; † 16. August 2001 in Schweden) war ein türkischer Dichter, Schriftsteller, Essayist, Literaturkritiker und Literaturwissenschaftler.

## Leben
Ergüven absolvierte nach dem Schulbesuch ein Studium der Turkologie an der Universität Istanbul, das er 1952 abschloss. Im Anschluss war er zeitweise Mitarbeiter der Universität Istanbul, ehe er aufgrund der politischen Verhältnisse seine Arbeit beenden musste und letztlich 1967 nach Schweden ins Exil ging. Dort arbeitete er zwischen 1968 und 1971 als Wissenschaftler am Wenner-Gren Center in Stockholm sowie von 1972 bis 1977 als Übersetzer, ehe er von 1978 bis zu seiner Emeritierung 1990 als Lehrbeauftragter für Turkologie an der Universität Stockholm tätig war.
Neben seiner Lehrtätigkeit veröffentlichte Ergüven Gedichte in Zeitschriften und Zeitungen, aber auch literaturkritische Essays und Übersetzungen. Ein Großteil seiner zahlreichen Schriften war in der Türkei wegen Beleidigung der Religion verboten.

## Veröffentlichungen
Zu Ergüvens bekanntesten Veröffentlichungen gehören Werke wie:
- Yalnızlar, 1958
- Yarınları beklerken, 1982
- Yunus Emre, bütün yönleriyle, 1982
- Yasak tümceler, 1993
- Tabancamın ipek bağı, 1994
- Dinlerin kökeni ve İslam'da reform, 1996
- Gece de Güneş Doğar, 1997, ISBN 978-975-7354-63-5
- Acı Sıcak, 1999, ISBN 975-7354-92-9
- Tanrıları Nasıl Yarattık / Tanrıların Ölümü!, 2000, ISBN 975-7354-71-6
- Tarih Boyunca Gök Nesneleri Ufo, 200, ISBN 975-7354-52-X
- Şarabı Tanrılarla Yudumladık, 2001, ISBN 975-6680-13-X
- Yunus Emre, 2001, ISBN 975-6680-09-1
- Sanat ve Erotizm, 2004, ISBN 975-6680-49-0
- Dinlerin Kökeni ve İslam'da Reform, Neuauflage 2005, ISBN 975-7354-37-6
- Şiirin Gerçeği Toplumdaki Yeri, 2007, ISBN 975-6680-36-9